# Marie-Amélie Cogniet
Marie-Amélie Cogniet (Parijs, 5 april 1798 - aldaar, 29 april 1869) was een Frans kunstschilder, tekenlerares en de zus van de schilder Léon Cogniet.

## Biografie
Marie-Amélie Cogniet werd geboren op 5 april 1798 in Parijs en was zowel de zus als de leerling van haar broer Léon (1794-1880). Ze was zijn belangrijkste assistent en kopieerde een aantal van zijn werken. Tussen 1840 en 1860 leidde ze Léon Cogniets zeer populaire workshop "voor dames", gevestigd in de rue des Marais-Saint-Martin nr. 50. Vervolgens werd het vrouwenatelier geleid door Catherine-Caroline Thévenin (1813-1892), die haar schoonzus werd toen deze in 1865 met Léon Cogniet trouwde.
Marie-Amélie Cogniet exposeerde op de Parijse salons van 1831 tot 1843. In 1833 behaalde ze daar een medaille "2e klasse".
Haar werk Portrait d'Adélaide d'Orléans werd opgenomen in het boek Women Painters of the World uit 1905.

## Werken (selectie)

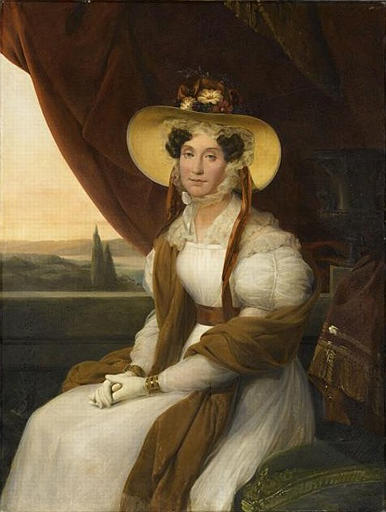
Adélaide d'Orléans, Chantilly, musée Condé
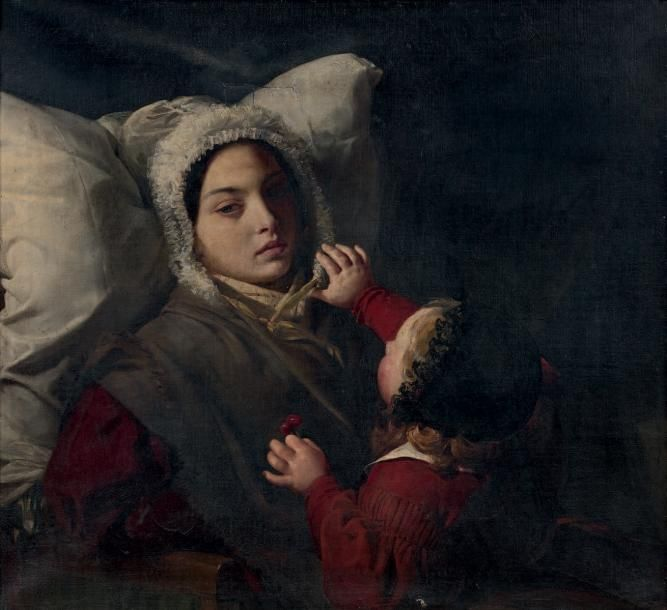
Une mère et son enfant
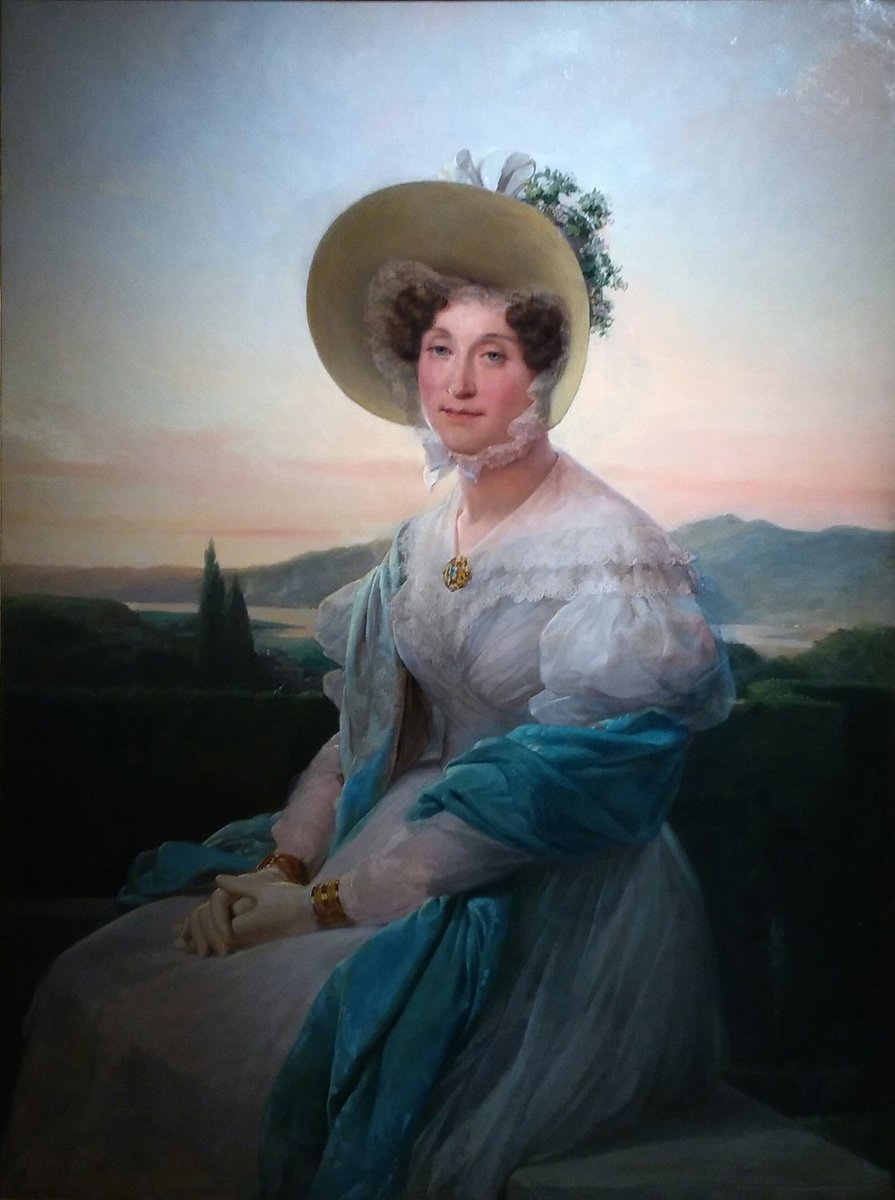
Princesse Adélaïde d'Orléans

- Biblioteca Nacional de España: XX5041946
- Bibliothèque nationale de France: cb14465805s (data)
- International Standard Name Identifier: 0000 0000 6853 0455
- RKD-Nederlands Instituut voor Kunstgeschiedenis: 17544
- Union List of Artist Names: 500044468
- Virtual International Authority File: 95973001